# إريكا تودا
إريكا تودا (باليابانية: 戸田恵梨香) هي عارضة وعارضة أزياء وممثلة يابانية، ولدت في 17 أغسطس 1988 في اليابان.

## أعمال

### أفلام
- (2008) إل يغير العالم

## وصلات خارجية
- إريكا تودا على موقع IMDb (الإنجليزية)
- إريكا تودا على موقع ألو سيني (الفرنسية)
- إريكا تودا على موقع أول موفي (الإنجليزية)
- إريكا تودا على موقع قاعدة بيانات الفيلم (الإنجليزية)
- إريكا تودا على موقع كينوبويسك (الروسية)